# دیتر کمپر
دیتر کمپر (انگلیسی: Dieter Kemper؛ زادهٔ ۱۱ اوت ۱۹۳۷) ورزشکار دوچرخه‌سواری پیست اهل آلمان است.
وی در مسابقات کشوری و بین‌المللی در مجموع برندهٔ ۱ مدال طلا، ۳ مدال برنز شده‌است.